# Juliano Laurentino dos Santos
Juliano Laurentino dos Santos, meglio conosciuto come Juliano Roma (João Pessoa, 16 febbraio 1985), è un ex calciatore brasiliano, di ruolo attaccante.

## Carriera

### Club
Nel 2009 approda al Doxa Katōkopias, squadra della massima divisione cipriota.